# Tangeite
La tangeite è un minerale appartenente al gruppo dell'adelite-descloizite.